# Csaba János Kenéz
Csaba János Kenéz (* 1942) ist ein ungarisch-deutscher Historiker, der auf dem Gebiet der Geschichte von Ostmitteleuropa arbeitet.

## Werke
- mit Herbert Marzian: Selbstbestimmung für Ostdeutschland; eine Dokumentation zum 50. Jahrestag der ost- und westpreußischen Volksabstimmung am 11. Juli 1920, Göttinger Arbeitskreis, Göttingen 1970
- Fragen des Gesundheitswesens in Polen (bis Mitte 1980), Johann-Gottfried-Herder-Institut, Marburg an der Lahn 1980
- Die „Preußen-Renaissance“ in der Bundesrepublik Deutschland in polnischer Sicht, Johann-Gottfried-Herder-Institut, Marburg an der Lahn 1982
- mit Herbert Marzian: Jahrbuch der Albertus-Universität Freiburg im Breisgau, Freiburg  1986
- Zur gegenwärtigen Lage des Bildungswesens in den baltischen Sowjetrepubliken Estland und Lettland, Johann-Gottfried-Herder-Institut, Marburg an der Lahn 1986
- Zur Unabhängigkeitsbewegung in Estland, Johann-Gottfried-Herder-Institut, Marburg an der Lahn 1990